# یوتل‌ست ۱۶ بی

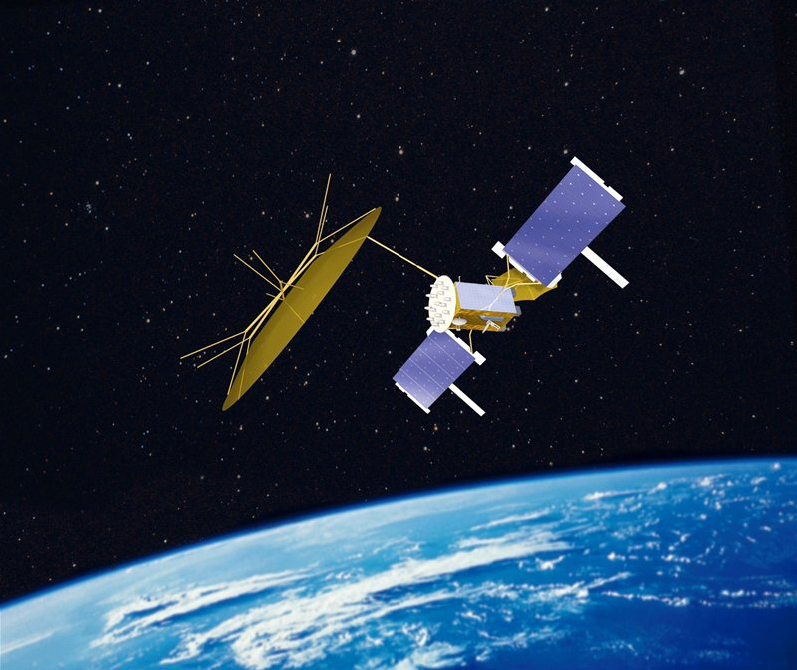
تصویر یوتل‌ست ۱۶ بی

یوتلست ۱۶ درجه شرقی به انگلیسی و مختصر شده(Eutelsat16E) یک ماهواره مخابراتی متعلق به شرکت یوتلست می‌باشد که هم‌اکنون در ۱۶درجه شرقی خدمات خود ارائه می‌دهد. همچنین این ماهواره جایگزین ماهواره‌های قدیمی همچون هاتبرد۴، آتلانتیک‌برد ۴، نایل‌ست ۱۰۳ می‌باشد.